# Rzeka Perłowa
Rzeka Perłowa (chiń. upr. 珠江; chiń. trad. 珠江; pinyin Zhū Jiāng wym. [ʈʂú tɕjɑ́ŋ]) – rzeka w południowych Chinach, uchodząca do Morza Południowochińskiego. Nazwa rzeki pochodzi od występujących w niej licznie w przeszłości perłopławów.
Rzeka Perłowa jest rozległym systemem tworzonym przez wspólne deltowe odnogi rzek Xi Jiang, Bei Jiang i Dong Jiang. Czasem nazwy tej używa się tylko w odniesieniu do Xi Jiang. Łączna długość całego systemu wód składających się na Rzekę Perłową wynosi 4475 kilometrów, z czego ponad 3000 jest żeglowne.
Przy ujściu rzeki do oceanu powstało wiele ważnych chińskich miast i portów, m.in. Kanton, Makau, Hongkong, Shenzhen.

## Galeria

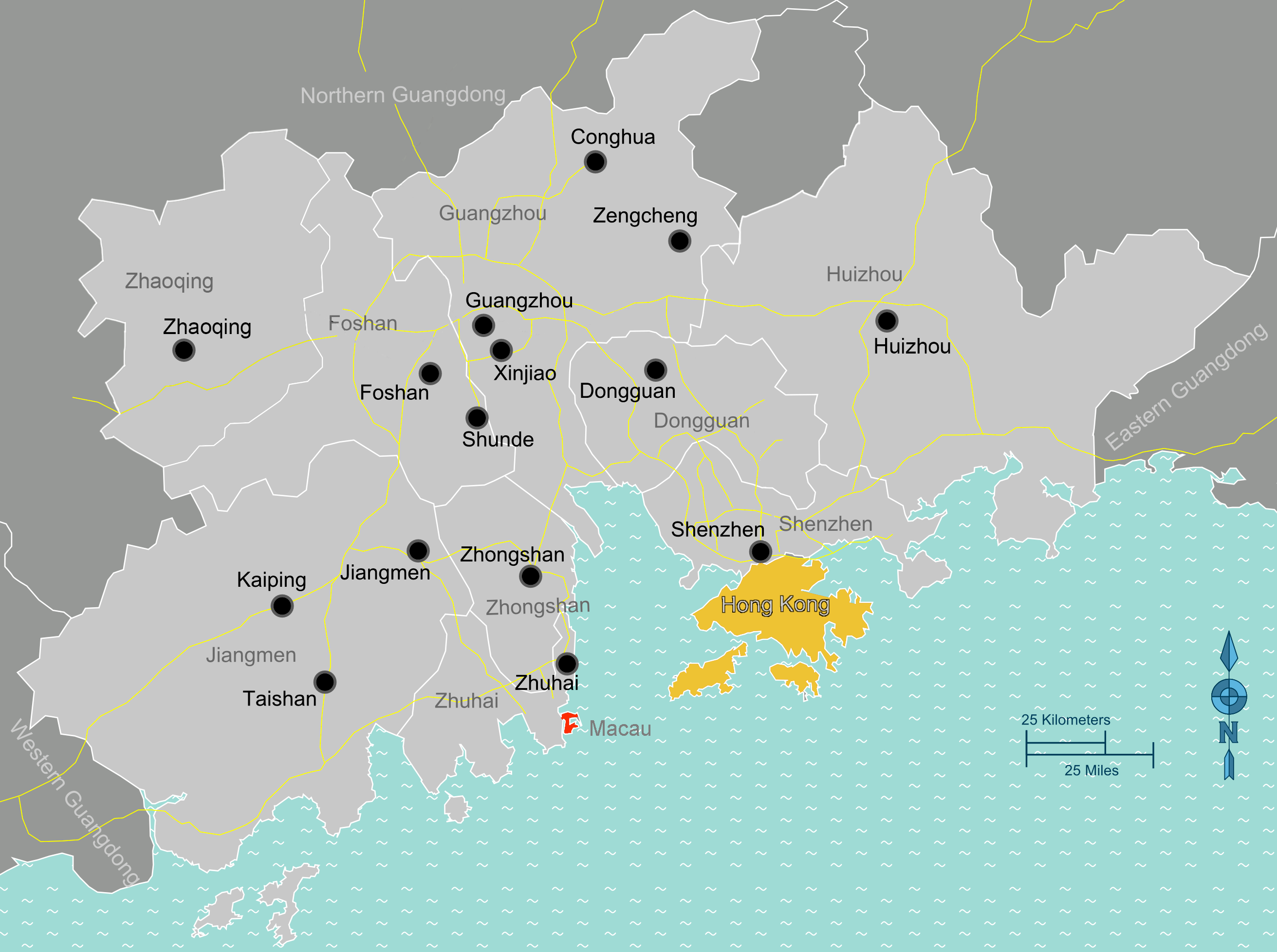
Strefa ekonomiczna Guangdong–Hong Kong–Macau Greater Bay Area
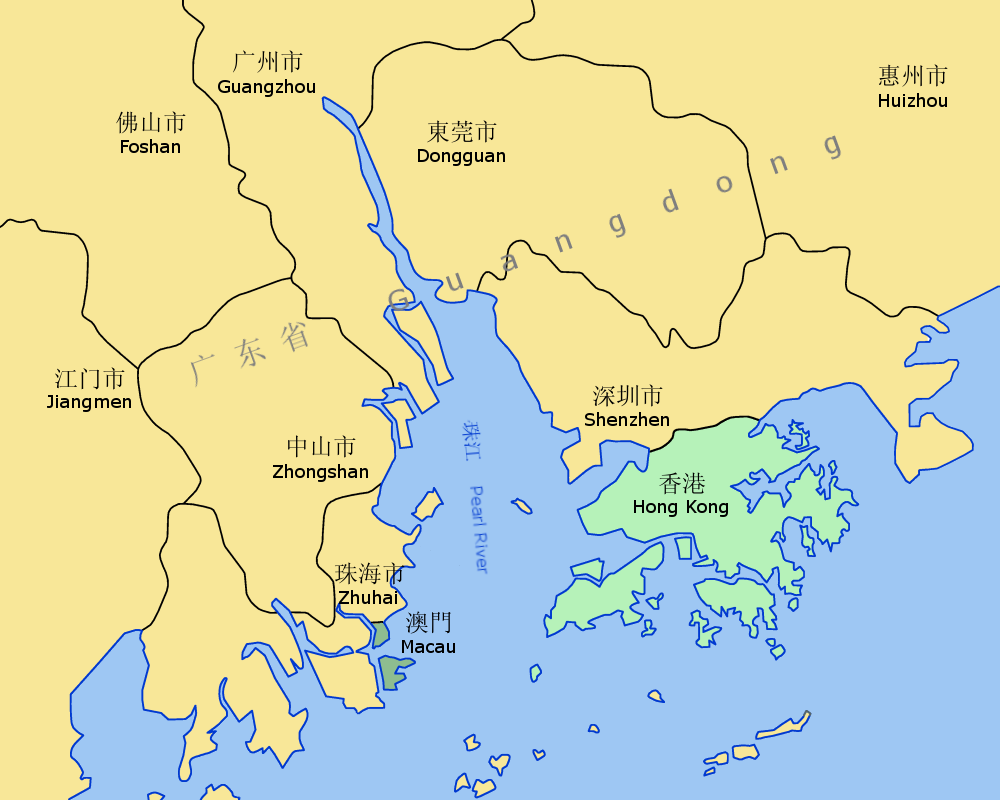
Delta Rzeki Perłowej
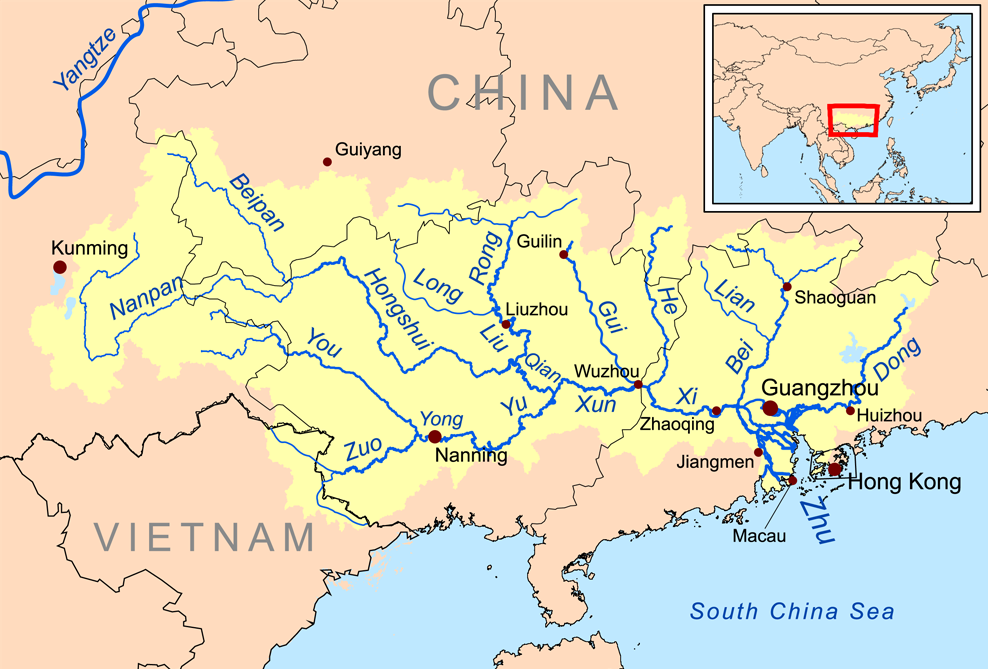
Rzeka Perłowa wraz z dopływami